# St. Quirin (Ammerfeld)

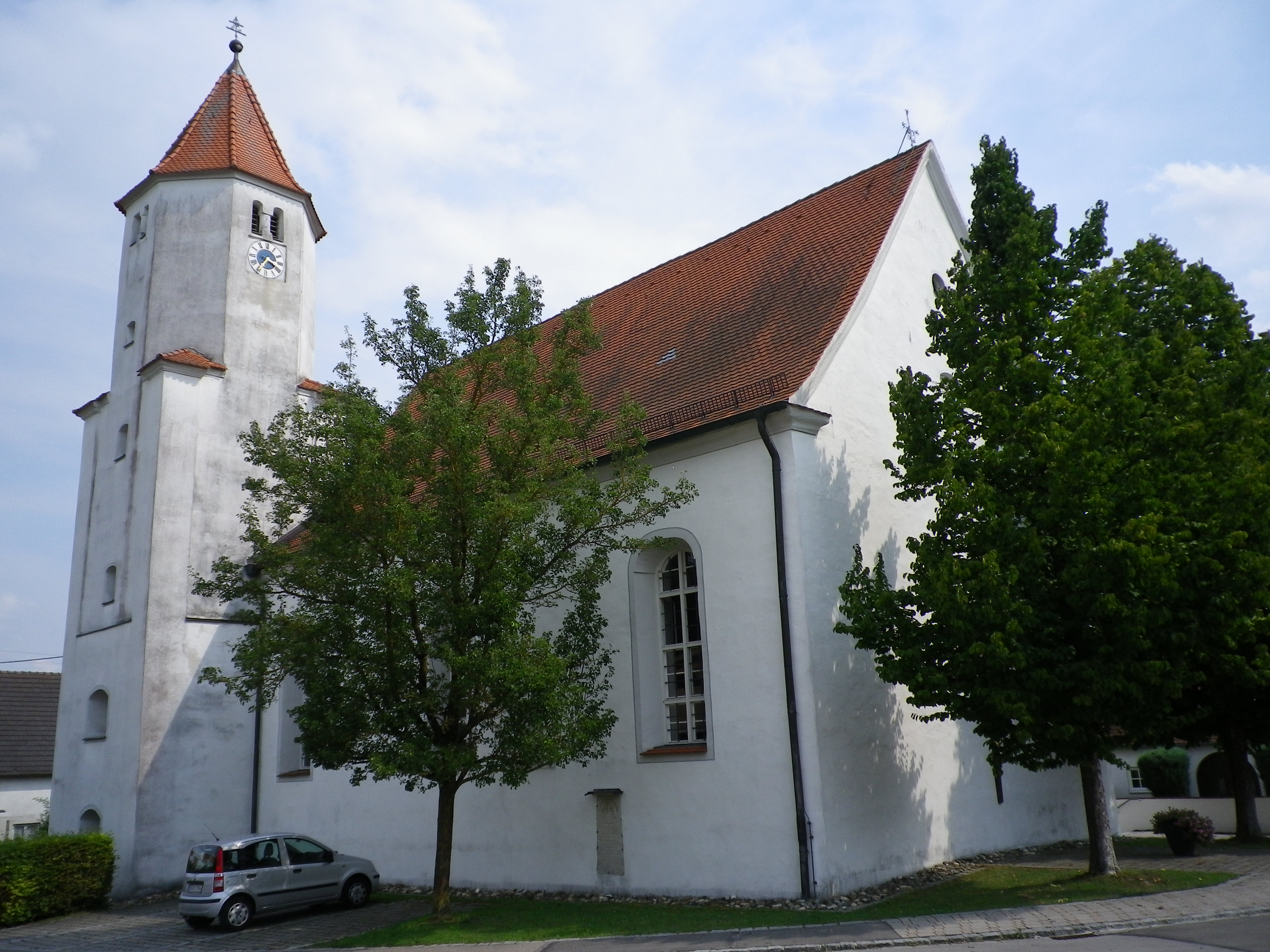
Die Kirche Sankt Quirin in Ammerfeld

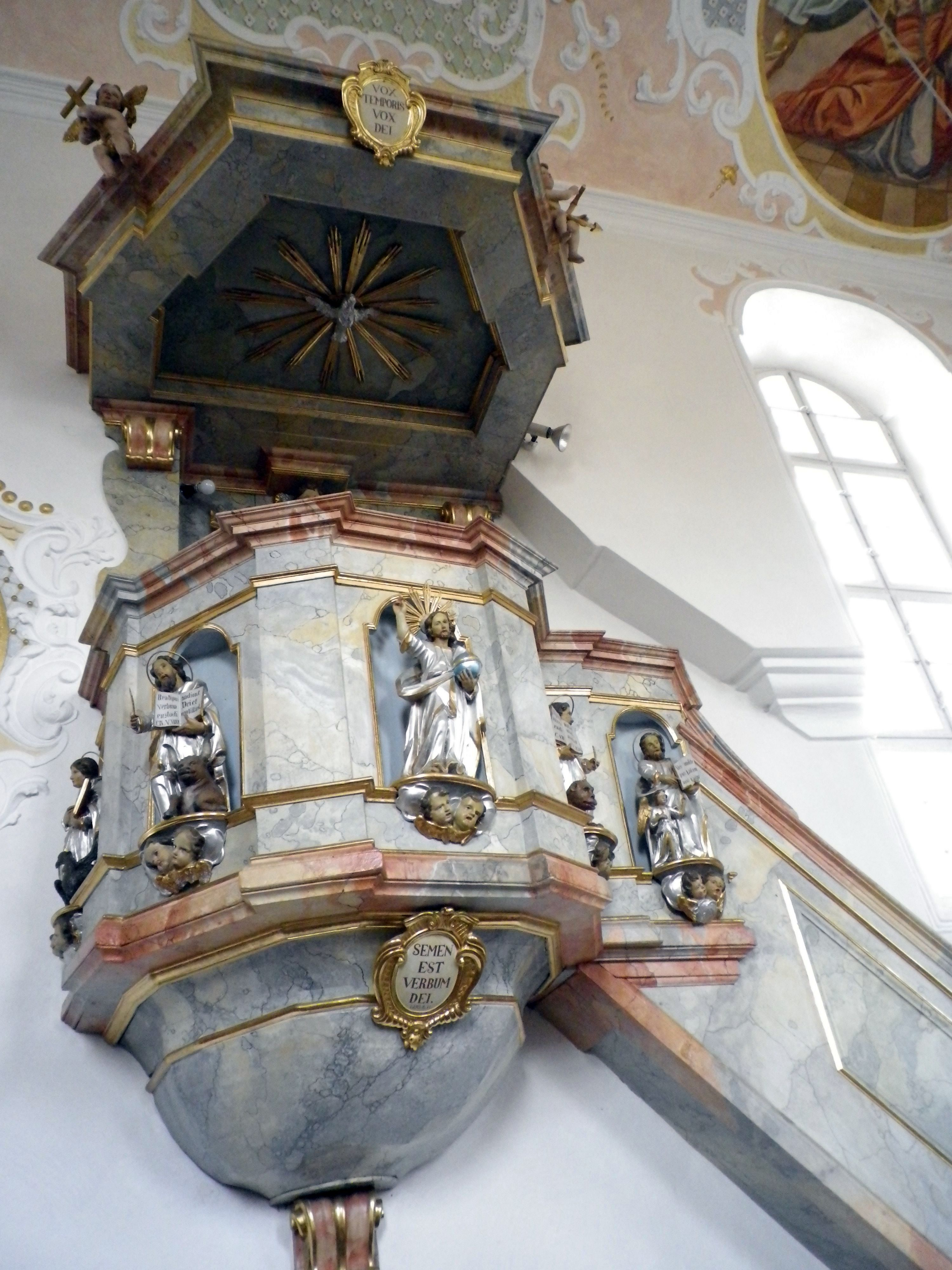
Die Kanzel der Kirche Sankt Quirin

Die Pfarrkirche St. Quirin ist eine römisch-katholische Kirche im Ort Ammerfeld in der Marktgemeinde Rennertshofen im oberbayerischen Landkreis Neuburg-Schrobenhausen. Die dem Quirinus von Tegernsee geweihte Kirche im Dekanat Weißenburg-Wemding im Bistum Eichstätt steht unter Denkmalschutz.

## Architektur
Die Kirche wurde einem Chronogramm über dem Chorbogen zufolge im Jahre 1737 vollendet, sie wurde 1966 innen und 1987 außen restauriert.
Der Saalbau mit einer Flachdecke mit einer einfachen Westempore hat einen eingezogenen halbrund geschlossenen Chor. Im nördlichen Chorwinkel steht der quadratische Turm mit einem oktogonalen Glockengeschoss und einem Spitzhelm. Das Kircheninnere zeigt zartes Bandelstuckwerk mit Rocaillen um 1737 mit Fresken Szenen aus dem Leben Mariens und der Passion Christi sowie Embleme aus dem Frühwerk des Malers Johann Anwander.

## Ausstattung
Der Hochaltar um 1740 trägt in der Mitte die Figur des heiligen Quirin und seitlich die Figuren des heiligen Willibald und der heiligen Walburga, im Auszug die Trinität und über den Durchgängen des heiligen Joachim und der heiligen Anna. Die 1880 erneuerten Seitenaltäre zeigen nördlich das Bild von Maria unter dem Kreuz und südlich das Bild des heiligen Wendelin von Johann Anwander. An den Wänden sind weitere Bilder Christi, Mariens und der Apostel von Johann Anwander. Die Kanzel entstand um 1880, die Holzfiguren der vier Evangelisten stammen aus der Mitte des 17. Jahrhunderts. Den Kreuzweg von 1747 malte Joseph Adam Mölck.